# Nutracéutico

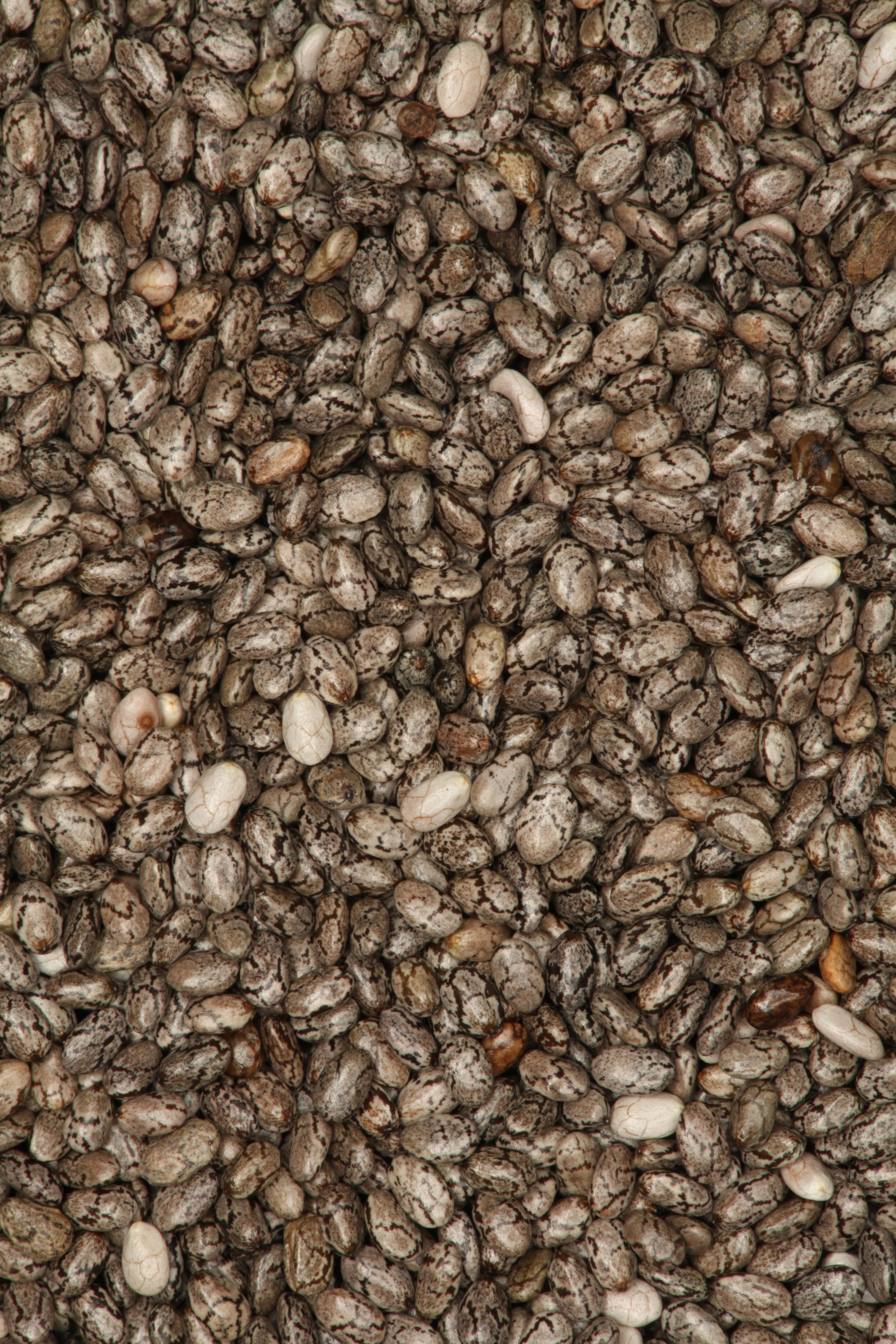
La venta de semillas de chía ha crecido por ser ricas en ácido alfa-linolénico.

Un producto nutracéutico o biocéutico es un producto presentado como una alternativa farmacéutica que dice tener beneficios fisiológicos. Esto incluye los productos medicinales fabricados con ingredientes naturales aunque carece de una definición regulatoria precisa.
La palabra "nutracéutico" es un acrónimo de las palabras "nutrición" y " farmacéutico", acuñada en 1989 por Stephen L. DeFelice, fundador y presidente de la Fundación de Medicina de la Innovación.
Debido a que los productos nutracéuticos y biocéuticos no están regulados de forma estricta, estos suplementos son objeto de más publicidad que de pruebas clínicas reales y, para muchos, ni siquiera queda claro si proporcionan más beneficios que riesgos para los consumidores.

## Historia
Indios, egipcios, chinos y sumerios son solo algunas civilizaciones que han utilizado los alimentos como medicina. “Que la comida sea tu medicina” es una cita errónea comúnmente atribuida a Hipócrates, quien es considerado por algunos como el padre de la medicina occidental.
El mercado nutracéutico moderno comenzó a desarrollarse en Japón durante la década de 1980. A diferencia de las hierbas y especias naturales utilizadas como medicina popular durante siglos en toda Asia, la industria nutracéutica ha crecido junto con la expansión y exploración de la tecnología moderna.

## Críticas
Debido a que los productos nutracéuticos y biocéuticos no están regulados de forma estricta, estos suplementos son objeto de más publicidad que de pruebas clínicas reales y, para muchos, aún no se sabe ni siquiera si proporcionan más beneficios que riesgos para los consumidores. En muchos de estos productos, la evidencia más convincente de eficacia sigue siendo anecdótica o, en el mejor de los casos, basada en indicios de beneficio de estudios pequeños o mal controlados. Cuando sus beneficios anunciados no coinciden con la evidencia, pueden llegar incluso a haber consecuencias legales. Por ejemplo, después de que los científicos pusieran en duda los beneficios de los productos nutracéuticos como los probióticos en el yogur Danone, la compañía se vio obligada a pagar multas millonarias por afirmar falsamente que sus productos Actimel y Activia estimulaban el sistema inmunitario.
Steven Nissen, presidente de cardiología de la Clínica Cleveland, ha declarado: "El concepto de suplementos multivitamínicos fue vendido a los estadounidenses por una ansiosa industria nutracéutica para generar ganancias. Nunca hubo datos científicos que respaldaran su uso".

## Clasificación
Los nutracéuticos son productos derivados de fuentes alimenticias que, supuestamente, proporcionan beneficios adicionales para la salud, además del valor nutricional básico que se encuentra en los alimentos. Dependiendo de la jurisdicción, los productos pueden pretender prevenir enfermedades crónicas, mejorar la salud, retrasar el proceso de envejecimiento, aumentar la esperanza de vida o apoyar la estructura o función del cuerpo.

### Suplementos dietéticos
En los Estados Unidos, la Dietary Supplement Health and Education Act (DSHEA) de 1994 definió el término de la siguiente manera: Un suplemento dietético es un producto tomado por vía oral que contiene un "ingrediente dietético"  destinado a complementar la dieta. Los "ingredientes dietéticos" en estos productos pueden incluir: vitaminas, minerales, hierbas u otros productos botánicos, aminoácidos y sustancias como enzimas, tejidos de órganos, glándulas y metabolitos. Los suplementos dietéticos también pueden ser extractos o concentrados, y se pueden encontrar en muchas formas, como comprimidos, cápsulas, cápsulas blandas, cápsulas de gel, líquidos o polvos".

### Alimentos funcionales
Los alimentos funcionales son fortificados o enriquecidos durante su procesamiento y luego se comercializan como beneficiosos para los consumidores. A veces, se agregan nutrientes complementarios adicionales, como, por ejemplo, la vitamina D a la leche como bebida funcional.
"Health Canada" define los alimentos funcionales como "alimentos comunes que tienen componentes o ingredientes agregados para darle un beneficio médico o fisiológico específico, además de un efecto puramente nutricional".
En Japón, todos los alimentos funcionales deben cumplir tres requisitos establecidos:
- los alimentos deben estar presentes en su forma natural, en lugar de una cápsula, tableta o polvo.
- ser consumidos en la dieta tan a menudo como diariamente.
- deben regular un proceso biológico con la intención de prevenir o controlar una enfermedad.[16]

## Regulación
Los productos nutracéuticos se tratan de manera diferente en distintas legislaciones.

### Canadá
Según la ley canadiense, un producto nutracéutico puede comercializarse como alimento o como fármaco. Los términos "nutracéutico" y "alimento funcional" no tienen distinción legal, refiriéndose a "un producto aislado o purificado de alimentos que generalmente se vende en formas medicinales que generalmente no están asociadas con alimentos y se ha demostrado que tiene un beneficio fisiológico o proporciona protección contra enfermedades crónicas".

### Estados Unidos
En los EE. UU., los productos "nutracéuticos" se encuentran regulados de forma estricta, ya que existen en la misma categoría de la FDA que los suplementos dietéticos y los aditivos alimentarios, bajo la autoridad de la Ley Federal de Alimentos, Medicamentos y Cosméticos. Los términos "nutracéutico" y "biocéutico" no están definidos por la ley. Dependiendo de sus ingredientes y las afirmaciones con las que se comercializa, un producto puede estar regulado como un medicamento, suplemento dietético, ingrediente alimentario o alimento.

### Situación internacional
En el mercado global, existen importantes problemas de calidad de los productos. Los nutracéuticos del mercado internacional pueden afirmar que usan ingredientes orgánicos o exóticos, pero la falta de regulación puede comprometer la seguridad y la eficacia de los productos. Las compañías que buscan crear un amplio margen de ganancias pueden crear productos no regulados en el extranjero con ingredientes de baja calidad o ineficaces.

## Valor del mercado
Un informe de investigación de mercado producido en 2018 proyectó que el mercado mundial de productos nutracéuticos representaría más de 80.700 millones de USD en 2019, habiendo definido ese mercado como "Suplementos dietéticos (vitaminas, minerales, hierbas, no hierbas y otros), y Alimentos y bebidas funcionales".